# Brünlasberg
Brünlasberg ist ein Wohngebiet im Ortsteil Aue der Großen Kreisstadt Aue-Bad Schlema im sächsischen Erzgebirgskreis. Das ehemals selbstständige Dorf wurde 1937 nach Aue eingemeindet. Der Ort erhielt seinen Namen vom gleichnamigen Berg.

## Geschichte

### Herausbildung des Schnorrschen Gutes
Die erste Schreibweise des Berges lautete „Brünnlasberg“ oder „Brünnlassberg“ und leitet sich ab von „lasse das Brünnlein“ und bezeichnet somit ein Quellgebiet. Entsprechend den ersten erhaltenen Chroniken wurde im Jahr 1550 auf den Wiesenhängen zwischen Aue und dem Gleesberg ein Vorwerk gegründet, dessen Besitzer Ende des 17. Jahrhunderts Veit Hans Schnorr von Carolsfeld war. Das Brünlasgut war ein Freigut, das heißt, es gehörte zu keiner Gemeinde. Außer mit der Trift, der Hutung und der Jagd war es mit den Rechten des Brauens, Schänkens, Schlachtens und Backens ausgestattet. Nach Archivforschungen von Walter Fröbe wird angenommen, dass das Brünlasgut älter ist als nach den urkundlichen Erwähnungen: Im Amtserbbuch von 1533 befindet sich beispielsweise die Notiz, dass für das Brünlasgut ein Michael Burger zuständig ist. Daher wird nicht ausgeschlossen, dass an dieser Stelle bereits ein Vorgängerkomplex vorhanden war. Der Grund dürfte gewesen sein, dass dort noch vor der Gründung der Bergstadt Schneeberg ein Verkehrsweg von Chemnitz über Stollberg, Schlema, Niederschlema in Richtung Eibenstock zum Frühbußer Pass vorbeiführte. Älteren Angaben zufolge soll dort ein Wassergraben existiert und eine Warte gestanden haben. Vorausgesetzt, dass diese Berichte der historischen Wahrheit entsprechen, nehmen heutige Heimatforscher an, dass das Brünlasgut oder dessen Vorgänger zu jener Zeit ein Walgut (befestigtes Gut) war und zum Schutze des Verkehrsweges und dessen Benutzer angelegt worden war.
In der folgenden Zeit blieb das Gut im Besitz der Schnorrs und hieß deshalb bei den Bürgern der Umgebung „Schnorrsches Gut“. Für 1682 und 1728 ist urkundlich belegt, dass das Brünlasgut zu Aue gehörte und seine Bewohner gleiche Rechte und Pflichten hatten wie die Bürger der Stadt. Im Jahr 1792 kaufte der Steuereinnehmer Friedrich-Wilhelm Schnorr von den anderen Schnorrschen Erben das Gut für 5100 Taler. Berichte aus jener Zeit lassen ein recht stattliches Anwesen vermuten: Felder, Wiesen, Gärten mit Lauben und Teiche gehörten dazu. Es soll auch ein beliebter und vielgenutzter Ausflugsort der Schneeberger gewesen sein, wofür Schnorr im Jahr 1809 ein Tanz- und Gesellschaftshaus habe anbauen lassen. In Schumanns Staats-, Post- und Zeitungslexikon werden für 1820 eine kleine Schäferei und Obstanpflanzungen erwähnt. Weiterhin sei ein Kinderspielplatz vorhanden gewesen und manchmal fanden Vogelschießen statt.

### Neue Eigentümer erweitern die Anlage
Im Jahr 1818 kaufte Christian Looß das Gut und verpachtete es. Looß ließ 1826 an der im Bau befindlichen Chaussee Schneeberg – Aue einen Gasthof errichten, der verwaltungsmäßig jedoch zu Niederschlema gehörte. Trotzdem bürgerte sich der Name Brünlas oder Brünlasgut für dieses Gasthaus ein; es bezeichnete nicht mehr nur das Gutsanwesen. Nach einem weiteren Eigentümer hieß das Gut ab 1845 „Heinzegut“. Im Jahr 1849 vernichtete ein Brand den Gasthof, der aber bald wieder aufgebaut wurde und sich als gern besuchtes Ausflugsziel etablierte.

### Die Peuschelgüter
Nächster Eigentümer des Gutshofs wurde die Bauersfamilie Peuschel, für deren männliche Erben der Besitz zweigeteilt wurde. Die Güter wurden nunmehr als „Peuschelgüter“ bezeichnet und gehörten bis zu ihrer Eingemeindung nach Aue 1937 zur Gemeinde Niederschlema. Eine durch das Wohngebiet führende Straße weist mit dem Namen An den Gütern auf die Entstehung hin.
Die Gutsbesitzer betrieben einen Berggasthof mit „angenehmen Fremdenzimmern“ für Fuhrleute und Handwerksburschen. Dieser wurde 1826 zur Schneeberger Straße hin hangabwärts verlegt und 1875 erweitert. Auch einen Sportplatz gab es schon.

### Beseitigung der letzten Teile des Gutshofes zugunsten eines neuen Wohnquartiers
Nach dem Zweiten Weltkrieg führten die rationierten Lebensmittel sowie die Nutzung des Gasthofs als Unterkunft für Bergleute des beginnenden Uranbergbaus der Wismut zur Einstellung des Gastwirtschaftsbetriebes. Zu Beginn der 1960er Jahre wurden große Teile des Gutshofs und des Gasthofes Brünlasberg abgerissen, um Baufreiheit für ein völlig neues Wohngebiet zu erlangen. Auf dem Plateau an der damaligen Fernverkehrsstraße 169 zwischen Aue und Schneeberg wurde 1969 der Grundstein für das Wohngebiet Brünlasberg gelegt. 1970 begannen die Montagearbeiten nach Plänen des Büros für Städtebau Karl-Marx-Stadt und wurden 1972 abgeschlossen. Insgesamt wurden 21 Blöcke mit 1290 modernen Wohnungen in Plattenbauweise für ca. 4.000 Personen errichtet. Außerdem wurden eine Kinderkrippe, ein Kindergarten, eine Schule mit Turnhalle und Sportplatz, ein Dienstleistungsgebäude mit Post, Wäscherei, Friseur sowie Arztpraxen, eine Gaststätte mit Schulspeisung und eine Kaufhalle der HO  errichtet. Die bebaute Fläche des Berghanges beträgt etwa 30.500 m².

### Brünlasberg nach 1990
Nach der Wende 1990 wurden alle Plattenbauten auf dem Brünlasberg umfangreich saniert und modernisiert. Die bis dahin städtischen Wohngebäude gingen gegen Ende der 1990er Jahre größtenteils an die Unternehmensgruppe Gebrüder Leonhardt Dr. Winkler GmbH, die weitere Modernisierungen vornehmen, teilweise auch Neubauten errichten ließen. Der Kindergarten wurde zur Förderschule Brünlasberg Aue Landkreis Aue-Schwarzenberg umgebaut. Die frühere Schule in der Professor-Dr.-Dieckmann-Straße wurde zu einem Seniorenzentrum der Volkssolidarität, das betreute Unterkünfte bietet.